# Edward Hyde

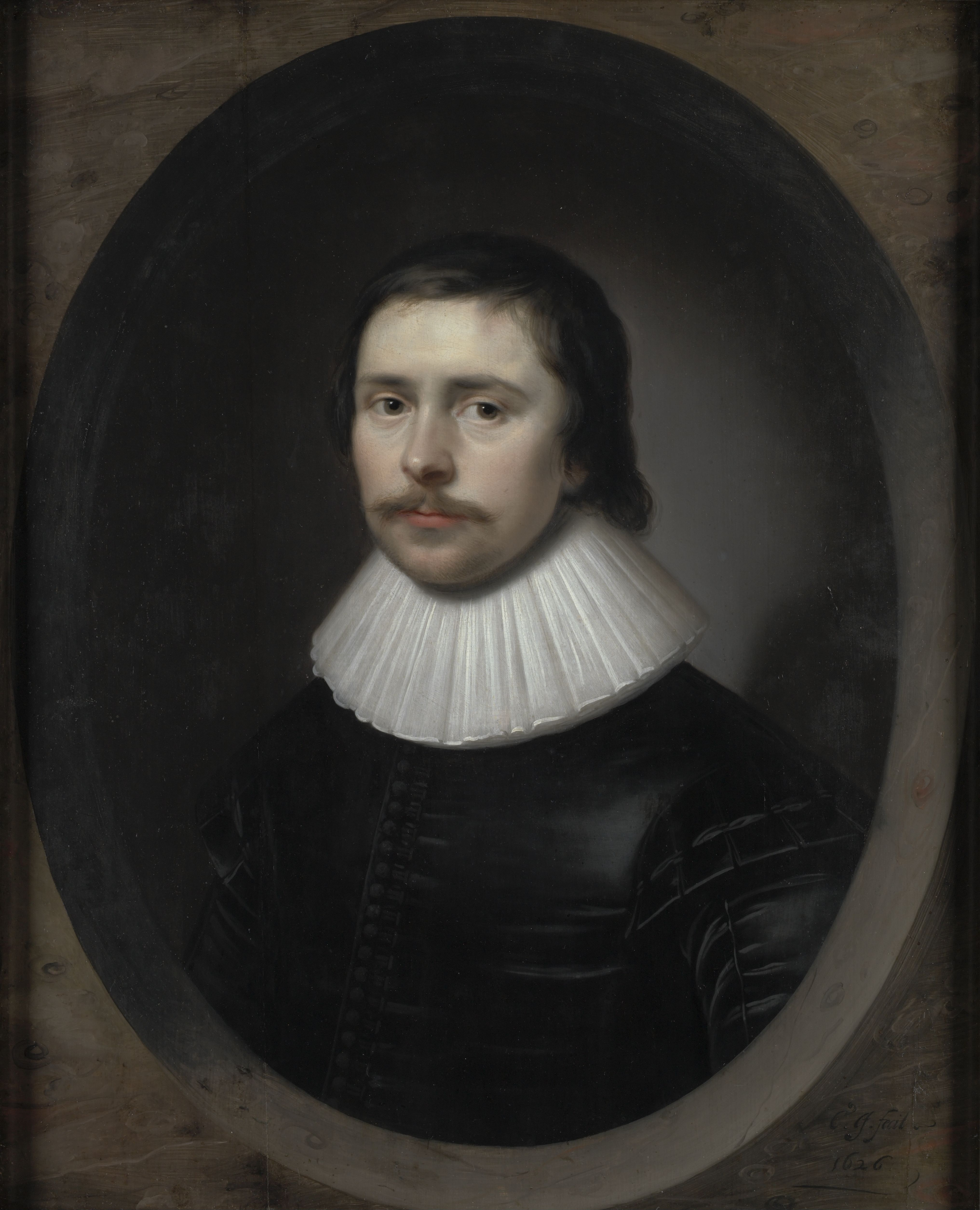
Edward Hyde, primer conde de Clarendon.

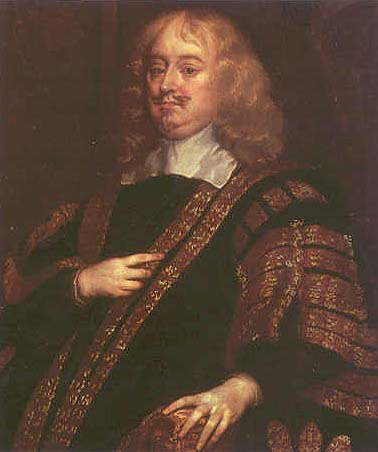
Edward Hyde, conde de Clarendon.

Edward Hyde, I conde de Clarendon (18 de febrero de 1609-9 de diciembre de 1674) fue un estadista, abogado, diplomático, historiador y político inglés, abuelo de dos reinas británicas María II y Ana I.

## Biografía
Edward Hyde nació el 18 de febrero de 1609, en Dinton, Wiltshire. Era el sexto de los nueve hijos y el tercer varón de Henry Hyde (1563-1634) y Mary Langford (1578-1661). Su padre y sus dos tíos eran abogados. Henry abandonó el mundo jurídico después de su matrimonio y se dedicó a ejercer como terrateniente, pero su tío Nicholas Hyde alcanzó la cúspide judicial del país, como Lord Chief Justice de Inglaterra, mientras que Lawrence fue consejero jurídico de Ana de Dinamarca, esposa del rey Jacobo.
Edward era el tercer hijo de Henry Hyde, acudió a la Universidad de Oxford en 1622, donde se graduó en 1626. Originalmente estaba destinado a una carrera en la Iglesia de Inglaterra, pero el fallecimiento de sus hermanos mayores lo dejó como heredero de su padre, y en su lugar entró en el Middle Temple para estudiar Derecho. Al terminar, se dedicó al ejerzo de la abogacía con bastante éxito.
En 1629 se casó con su primera esposa, Anne, hija de Sir George Ayliffe, que murió seis meses después y en 1634 contrajo matrimonio por segunda vez, con Frances, hija de Sir Thomas Aylesbury, un alto funcionario de la Corona británica. De este segundo matrimonio nació su hija Anne.
En 1640 formó parte del Parlamento, donde al principio tuvo una posición crítica hacia el rey Carlos I, que después fue evolucionando hacia posturas más promonárquicas, oponiéndose a la ejecución del Conde de Strafford y llegando a convertirse en asesor del rey.
Durante la Guerra Civil, Hyde sirvió en el Consejo del rey como Ministro de Hacienda y fue una de las figuras más moderadas en el bando leal a la Corona. En 1645 el rey lo hizo tutor del Príncipe de Gales, con quien huyó a Jersey en 1646.
Hyde no estuvo vinculado a los intentos de Carlos II de recuperar el trono entre 1649 y 1651 y fue durante este período cuando Hyde comenzó a escribir su gran historia de la Guerra Civil. Se reincorporó al servicio del rey en el último año de exilio y pronto se convirtió en su principal consejero; siendo nombrado Lord Canciller en 1658. En la restauración de la monarquía en 1660, regresó a Inglaterra con el monarca y se colocó en una posición aún más cercana a la familia real con el matrimonio de su hija, Anne, con Jacobo, Duque de York, hermano del rey y heredero a la corona (se convertiría en rey en 1685 como Jacobo II de Inglaterra y VII de Escocia).
En 1660, Hyde fue nombrado Barón Hyde y al año siguiente conde de Cornbury y Clarendon. Coronado el rey Carlos II, éste lo nombró secretario del rey, (primer ministro).
Comúnmente se ha pensado que como Lord Canciller, Clarendon fue el autor del Código Clarendon, destinado a preservar la supremacía de la Iglesia de Inglaterra. Sin embargo, no parece que estuviera completamente involucrado en su redacción y, de hecho, rechazaba gran parte de su contenido y su denominación se debió exclusivamente al hecho de que era el jefe del gobierno en el momento en que se dictó dicho código.
Comenzó a caer en desgracia con motivo de los reveses militares de la Segunda Guerra Anglo-Holandesa entre 1665 y 1667 y por la negociación del Tratado de Breda que puso fin a la misma. Clarendon fue destituido también en parte, por flagrantes violaciones de Habeas corpus; debido al envío de presos fuera de Inglaterra hacia Jersey sin la realización de juicio. Su destitución se llevó a cabo por la Cámara de los Comunes y fue forzado a marchar a Francia en noviembre de 1667.
Pasó el resto de su vida en el exilio, trabajando en la Historia de la rebelión y guerra civil en Inglaterra, obra clásica sobre la guerra civil inglesa en la que se muestra a favor de los Estuardos. Murió en Ruan el 9 de diciembre de 1674. Poco después de su muerte, su cuerpo fue devuelto a Inglaterra y enterrado en la Abadía de Westminster.

### Descendientes
- Sus dos nietas, hijas de Jacobo II de Inglaterra y VII de Escocia y su hija Anne se convirtieron en reinas de Inglaterra.
  - Maria II de Inglaterra (1689-1694)
  - Ana I de Gran Bretaña (1702-1714)

- Dos hijos de Edward Hyde fueron figuras políticas de importancia:
  - Henry Hyde, segundo conde de Clarendon
  - Lawrence Hyde, conde de Rochester
- Dos primos de Clarendon fueron también políticos activos en la siguiente generación:
  - Richard Rigby, Secretario de Jamaica.
  - su hijo, Richard Rigby, Secretario Principal de Irlanda.